# Lysanne Richard
Lysanne Richard (née le 30 août 1981 à Saguenay, Québec) est une plongeuse de haut vol canadienne, et l'une des premières femmes à pratiquer ce sport.

## Biographie
Lysanne Richard est ancienne acrobate du Cirque du Soleil.
Elle est à l'origine du plongeoir de 20 mètres situé au Centre sportif du Parc olympique de Montréal.
Lors d'un saut d'une hauteur de seulement 10 mètres en mai 2022, elle se blesse et est victime d'une commotion cérébrale ainsi que d'une perforation du tympan. Elle reprend le plongeon de haut-vol sept semaines après l'accident, lors du festival Festirame à Alma le 10 juillet 2022 avec un saut de 23 mètres.

## Compétition
Lysanne Richard a représenté le Canada aux Championnats du monde de natation 2015 en Russie, lors desquels elle termine à la cinquième place dans la catégorie plongeon de haut vol féminin.
Elle a également remporté la médaille de bronze lors de la compétition Red Bull Cliff Diving en 2018.

## Vie privée
Lysanne Richard est mère de trois enfants.